# Homecoming (musikalbum)
Homecoming är ett album av Craig's Brother som gavs ut 1998.

## Låtlista
1. "Insult To Injury" (Musik: J. Bond, Text: J. Bond) – 3:23
2. "Going Blind" (Musik: A. Snyder, Text: J. Bond) – 2:45
3. "In Memory" (Musik & Text: A. Nigh) – 2:42
4. "Homecoming" (Musik & Text: A. Snyder) – 2:57
5. "Nobody" (Musik & Text: A. Snyder) – 3:27
6. "Lonely Girl" (Musik & Text: J. Bond) – 3:08
7. "Who Am I?" (Musik & Text: A. Nigh) – 3:09
8. "Sorry" (Musik & Text: A. Snyder) – 3:21
9. "Dear Charlotte" (Musik & Text: J. Bond) – 2:23
10. "My Annie" (Musik & Text: A. Nigh) - 3:04
11. "One" (Musik & Text: A. Snyder) - 3:59
12. "Potential" (Musik & Text: J. Bond) - 3:15